# Gastrosofía

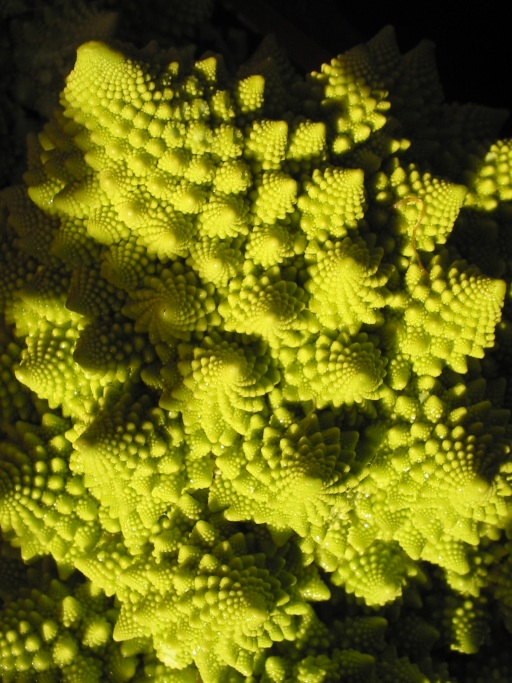
Romanesco.

La Gastrosofía es la denominada ciencia de los apetitos, los gozos y los sentimientos, se fusionan en esta ciencia por igual el conocimiento culinario (así como las costumbres) con el placer por la comida, la bebida, el erotismo, la música y las costumbres. Es denominado como el arte de los placeres de la mesa. La gastrosofía, al igual que la filosofía tiene por objeto la gastronomía y las actividades indagadoras sobre lo que se cocina, lo que se bebe y, sobre todo como se ha hecho a lo largo de la historia, los orígenes y cuales son las fuentes escritas de la comida.
El fundador de este movimiento fue Eugen von Vaerst (*1792 - †1855) que con el pseudónimo de Chevalier de Lelly fue el primero en definir la corriente filosófica en su libro: Gastrosophie oder Lehre von den Freuden der Tafel. En su libro distingue claramente entre tres tipos de comensales a la hora de disfrutar de un plato, a saber: los Gourmand, los Gourmet y los Gastrósofos. Los gastrósofos eligen siempre en la comida lo mejor según lo saludable y lo más "Moral" o decente o buenas costumbres. 
Un estudioso posterior Jean Anthelme Brillat-Savarin (Fisiología del Gusto, 1825) intentó reinterpretar las enseñanzas de Eugen von Vaerst, mencionando el concepto de "Filosofía de la comida". Hoy en día no existe una enseñanza de este tipo como asignatura en la Universidad.